# Clube Desportivo Carapinheirense
O Clube Desportivo Carapinheirense é um clube de futebol português, localizado na freguesia de Carapinheira, município de Montemor-o-Velho, distrito de Coimbra.

## Futebol

### Presenças (incluíndo 12/13)
| | Nome atual                 | Nº presenças por escalão | Títulos |
| --- | -------------------------- | ------------------------ | ------- |
| Nível I                                                                                                 | Primeira Liga              | 0                        | 0       |
| Nível II - Liga de Honra desde 90/91                                                                    | Segunda Liga               | -                        | -       |
| Nível II - Liga de Honra desde 90/91 + Campeonato Nacional da 2ª Divisão até 89/90                      |                            | - (- + -)                | -       |
| Nível II/III - Campeonato Nacional da 2ª Divisão até 89/90 e 2ª Divisão B desde 90/91                   | Campeonato Nacional        | -                        | -       |
| Nível III - Campeonato Nacional da 2ª Divisão desde 90/91 + Campeonato Nacional da 3ª Divisão até 89/90 |                            | - (- + -)                | -       |
| Nível III/IV - Campeonato Nacional da 3ª Divisão até 89/90 e 3ª Divisão desde 90/91 como 4º nível       | Terceira Divisão           | -                        | -       |
| Nível IV - 3ª Divisão de 90/91 a 12/13 e primeira div. distrital até 89/90 e desde 13/14                |                            | sem dados                | -       |
| Nível V - 1ª Distrital de 90/91 a 12/13 + Segunda Distrital até 89/90 e desde 13/14                     |                            | sem dados                | -       |
| Nível VI - 2ª Distrital de 90/91 a 12/13 + Terceira (se houver) Distrital até 89/90 e desde 13/14       |                            | sem dados                | -       |
| Nível IV/V - 1ª Distrital como 4º nível até 89/90 e após 13/14 e como 5º nível entre 90/91 e 12/13      | Primeira Divisão Distrital | sem dados                | -       |
| Nível V/VI - 2ª Distrital como 5º nível até 89/90 e após 13/14 e como 6º nível entre 90/91 e 12/13      | Segunda Divisão Distrital  | sem dados                | -       |
| Taça de Portugal desde 1938/39                                                                          | Taça de Portugal           | -                        | -       |
| Taça da Liga desde 2007/08                                                                              | Taça da Liga               | -                        | -       |

### Classificações por época
| Época     | Nível | Divisão                  | Classificação | Taça de Portugal | Taça da Liga |
| --------- | ----- | ------------------------ | ------------- | ---------------- | ------------ |
| 2015/2016 | 4     | 1ª Divisão da AF Coimbra | 1º            | -                | -            |

Legenda das cores na pirâmide do futebol português
     1º nível (1ª Divisão / 1ª Liga) 
     2º nível (até 1989/90 como 2ª Divisão Nacional, dividido por zonas, em 1990/91 foi criada a 2ª Liga) 
     3º nível (até 1989/90 como 3ª Divisão Nacional, depois de 1989/90 como 2ª Divisão B/Nacional de Seniores/Campeonato de Portugal)
     4º nível (entre 1989/90 e 2012/2013 como 3ª Divisão, entre 1947/48 e 1989/90 e após 2013/14 como 1ª Divisão Distrital) 
     5º nível
     6º nível
     7º nível